# Санта Палађина (Матера)
Санта Палађина (итал. Santa Palagina) је насеље у Италији у округу Матера, региону Базиликата.
Према процени из 2011. у насељу је живело 5 становника. Насеље се налази на надморској висини од 2 м.